# Ruairidh MacMhuirich
Œuvres principales
Òran Do MhacLeòid Dhùn Bheagain
Ruairidh MacMhuirich ou « an Clàrsair dall » (« le harpiste aveugle ») est un barde gael. Il est né à Bràgar, à Leòdhas, vers 1646 et il meurt en 1713. 
Une maladie le rend aveugle alors qu'il est encore à l'école. Il apprend à jouer du clàrsach (type de harpe gaëlle) puis poursuit sa formation de barde en Irlande.
Il revient ensuite en Écosse où il parcourt le pays et propose ses services de harpiste. Lorsqu'il rencontre Iain Breac MacLeòid, chef du clan des Lèodach, il est harpiste au Château de Dunvegan, à la même époque que Pàdraig Òg MacCruimein y occupait le poste de sonneur. Vers 1688, il s'éloigne d'Iain Breac MacLeòid et part pour Gleann Eilge. Vers 1700, il recommence à parcourir le pays. Il semble qu'il soit retourné à Skye sur la fin de sa vie. Il meurt en 1713 et il est enterré à Skye.

## Chants
- - A' chiad Di-luain de 'n Ràithe
  - Creach na Ciadain
  - Cumha do Fhear Thalasgair
  - Fèill nan Crann
  - Òran do dh'Iain Breac MacLeòid
  - Òran do MhacLeòid Dhùn Bheagain